# Fountain City (Wisconsin)
Fountain City è una città degli Stati Uniti d'America, situata in Wisconsin, nella Contea di Buffalo.